# Yuanda (sockenhuvudort i Kina, Heilongjiang Sheng, lat 46,47, long 126,05)
Yuanda (kinesiska: 远大, 远大乡) är en sockenhuvudort i Kina. Den ligger i provinsen Heilongjiang, i den nordöstra delen av landet, omkring 92 kilometer nordväst om provinshuvudstaden Harbin. Antalet invånare är 27 285. Befolkningen består av 14 157 kvinnor och 13 128 män. Barn under 15 år utgör 15,0 %, vuxna 15-64 år 77 %, och äldre över 65 år 6,0 %.
Runt Yuanda är det ganska tätbefolkat, med 166 invånare per kvadratkilometer. Närmaste större samhälle är Zhagang, 19,8 km norr om Yuanda. Trakten runt Yuanda består till största delen av jordbruksmark.
Genomsnittlig årsnederbörd är 753 millimeter. Den regnigaste månaden är juli, med i genomsnitt 195 mm nederbörd, och den torraste är januari, med 7 mm nederbörd.